# Vulkanska breča
Vulkanska breča je vrsta piroklastične stijene. Izbacuje ju vulkan za vrijeme erupcije. 
Autoklastične naslage. Kad vulkanska lava teče, postupno se hladi, a na površini se stvara kora koja razlamanjem daje breču. Autobrečiranjem breča iz samih lava nastaju vulkanogene stijene. Ako je u proksimalnijim dijelovima toka, breča se nalazi na površini. Tad je u bazi masivnog sloja lave. Ako je u distalnim dijelovima toka, čitav tok može biti tok breče. 
Vulkanska breča u granulometrijskoj klasifikaciji tefre jest vulkanoklastični sediment čija je veličina čestica veća od 64 mm. Ako se radi o "bombama", to su vulkanoklastične čestice (tefra) izbačene u tekućem stanju i kad dođe do faze vulkanoklastičnih sedimenata, radi se o aglomeratima. Ako se radi o "blokovima", to su vulkanoklastične čestice (tefra) izbačene u krutom stanju i kad dođe do vulkanoklastičnih sedimenata radi se o breči. Ako je tefra manja od 64 mm a veća od 2 mm, radi se o česticama lapilima, a sedimente nazivamo lapilit. Još manje čestice i veličinom pripadajući im sedimenti su krupnozrnati pepeo i vulkanski pješčenjak te sitnozrnati pepeo i vulkanski muljnjak.
Vulkanska je breča jedna od skupina konglomerata zvanih breča, kojima je zajedničko da su im čestice veće od 2 mm i uglate. Ostali oblici su rasjedna breča, borana breča, breča sklona klizanju, talus breča.